# Sots Art
De term Sots Art  of Sovjet Pop Art (Russisch: Соц-арт) is een samentrekking van 'Socialist Art' en 'Pop Art'. De postmoderne kunststroming Sots Art vindt haar oorsprong in de Sovjet-Unie in de jaren 70 en 80. Waar Pop Art in de westerse wereld geldt als reactie op de  kapitalistische massaconsumptie is Sots Art in Rusland een reflectie op het door de staat gedicteerde Socialistisch realisme. Deze kunstdoctrine en de daarmee samengaande massaculuur was vanaf de jaren twintig tot aan de perestrojka in de Sovjet-Unie leidend. In socialistisch-realistische uitingen wordt de Sovjet-ideologie verheerlijkt, de stijl is simpel en voor iedereen toegankelijk, de arbeiders en boeren staan centraal, ze zijn gezond en blij, met als de jonge en fitte Jozef Stalin. Sots Art beoogde de afbraak van deze opgelegde opvattingen en waarheden over de Sovjet-samenleving.

## Geschiedenis
Jozef Stalin was secretaris-generaal van de Communistische Partij van de Sovjet-Unie van 1922 tot aan zijn dood in 1953. In de periode dat hij aan de macht was waren kunst en literatuur aan censuur van de partij onderworpen. Er was slechts zeer beperkt tot geen ruimte voor maatschappijkritiek. In 1928 voerde Stalin het eerste vijfjarenplan in met als doel een vergaande industrialisering en collectivisatie van de landbouw in een communistisch centraal geleide planeconomie door te voeren. De periode die volgde was er een van vervolging van politieke tegenstanders, hongersnood en armoede onder de bevolking. In de literatuur bepaalde de Bond van Sovjetschrijvers, die in 1932 was opgericht, op rigide wijze wiens werk gepubliceerd werd. Na de dood van Stalin was er  tussen 1953 en 1968 een periode aan 'Dooi'; gevangenen kregen amnestie en er was sprake van politieke en culturele liberalisering. Ondanks een veel liberaler klimaat gedurende de regeerperiodes van Nikita Chroesjtsjov en Leonid Brezjnev is er pas echt  vrijheid gekomen na de Perestrojka in 1991.

## Symbolisme en futurisme
Rusland kende rond de 'fin de siècle' (eind 19e, begin 20ste eeuw) haar 'zilveren eeuw' (1895-1917) met de periode van het modernisme (1895-1925) waarin stromingen als symbolisme, akmeïsme, futurisme en het ornamentalisme waren ingebed. Er werd in de literatuur door symbolistische schrijvers als Bely (Adam) en akmeïstische schrijvers als Sologub (Melky bes) of de futuristische Mayakovsky (Pro Eto) gebroken met de stijlvormen en thema's die tot aan de eeuwwisseling gangbaar waren. Reeds sinds het 'fin de siècle' hadden nieuwe thema's en stijlvormen hun intrede gedaan Tsjechov (Vishniovij sad). In de literatuur verving het irrationele het verstandelijke alsmede het pessimisme het optimisme, er kwamen nu open composities, vele digressies en personele vertellingen deden hun intrede. De modernistische stroming kenmerkt zich verder door de belangstelling voor religie en het niet-alledaagse en doordat het de taal als doel op zich benadert. In de modernistische literatuur stond met name de Revolutie van 1905 en de ideologie van de nieuwe Sovjet Staat centraal.

## Socialistisch realisme en Sots Art
Na de modernistische periode brak het postmodernisme of 'conceptualisme' aan (1920-tot op heden) met een centrale rol voor het  Socialistisch realisme (tot 1953) het latere 'avant-gardisme' en 'Sots Art'.
Socialistisch realistische schrijvers zijn onder meer Fyodor Gladkov (Tsement), Ilya Erenburg (Julio Jurenito) en Michail Sjolochov (Tichi Don). In de Socialistisch Realistische werken moest de realiteit op herkenbare wijze worden afgebeeld, zoals die zou moeten zijn, ruimte voor negatieve waarheden was er niet. Kunst en literatuur moest optimistisch en positief zijn en duidelijk Sovjet-Russisch, volksverbondenheid en bovenal begrijpelijk voor het proletarische arbeidersvolk. Ze mocht niet choqueren en experimentele technieken waren uit den boze.
De Sots Art bleef in tegenstelling tot andere kunststromingen lang ondergronds actief, omdat de 'esthetica' van het gebruikte symboliek en de beelden heel nauw lagen aan die van de Sovjetkunst, dichter dan van alle andere bewegingen tussen 1960-1980, zoals de avant-gardisten, en daarom bewust of onbewust op weerstand stuitte. Zo was het voor 'kritische realisten' als Aleksandr Solzhenitsyn of Georgy Vladimov mogelijk te publiceren in het tijdschrift Novy Mir en voor avant-gardisten als Andrei Voznesensky en Vasill Aksenov in 'Iunost', maar Sots Art-schrijvers werd dit niet gegund. Sots Art toonde immers de laatste fase van een in verval rakend socialisme en een visie op diens einde. 
De literatuur van het postmodernisme ontstond underground eind van de jaren zestig, bloeide vooral tijdens de jaren zeventig, maar vond pas eind jaren tachtig een dankbare voedingsbodem, zowel ideologisch als artistiek. De ideologische achtergrond is die van het Socialistisch Realisme met zijn tot in den treuren herhaalde leuzen, oproepen en bezweringen die tot een lege doos verworden waren.  
De beroemdste Sots Art literatoren zijn de dichter Dmitri Prigov, Timor Kibirov en schrijver Vladimir Sorókin. In het werk van Jevgeni Popov, Zufar Gareev (Park), Anatoly Gravilov, Arkady Bartov, Victor Pelevin (Zhizn' Nasekomykh (1993)) en in Sasha Sokolov's Astrophobia spelen Sots Art elementen een belangrijke rol.

## Methoden Sots Art
De Sots Art-schrijvers gebruiken als bouwmateriaal voor nieuwe kunstwerken het artistieke materiaal van het Socialistisch Realisme, dus de kunst die werkt met ideeën, symbolen, denkwijze van de Sovjetcultuur, en ook de taal van de cultuur van het Socialistische Realisme. Ideologische clichés en leuzen van de communistische tijd gaan op in hun teksten. Een voorbeeld is Sorókin: in zijn verhalen bootst hij de literatuur van het Sovjettijdperk na om dan met één zinloos, absoluut absurd woord alles op zijn kop te zetten en de leegheid van de traditionele stereotypen te tonen. Het is hem niet zozeer om parodie te doen, als wel om het vernietigen van de esthetica van de communistische kunst (bijvoorbeeld in Topoliny Pux 1979-1984).  
Over het algemeen hebben de Sots Art kunstenaar en schrijvers ná 1960 hun artistieke vorming genoten en niet tijdens de gloriedagen van het Socialistische Realisme, zij kennen slecht het verval ervan en de excessen van de mythologisering. Volgens Lipovetsky gaat Sots Art een dialoog met het absurde, met de chaos. 
In de jaren 90 is Sots Art toegepast door kunstenaars en schrijvers die min of meer waren blijven steken in het communistische verleden, in de grote overwinningen en glorieuze successen; hierbij neemt nostalgie de overhand ironie, boven de ironie.
De Sots Art kwam eerst op in de schilderkunst en sloeg pas later over naar de literatuur.

## Analyse
In Russian Postmodern Fiction van Mark Lipovetsky komen diverse analisten aan het woord die de oorsprong en betekenis van Sots Art onderzochten en de toepassing van ironie en parodie. Mikhail Epstein's avantgardistische interpretatie luidt dat in Sots Art vanuit het conceptualisme de methode van vervreemding "defamiliarization" (ostranenie) wordt toegepast, dat de lezer dwingt naar een bekend voorwerp te kijken alsof hij het voor het eerst ziet. Boris Groys ziet Socialistisch Realisme als een extreem uiting van avant-gardistische utopisme en Sots Art niet zozeer als het voortzetten van de avant-gardistische impulsen, maar eerder het zich ontdoen ervan. In de analyse van het werk van Komar & Melamid bijvoorbeeld toont hij aan dat zij niet alleen de stalinistische mythe ontmaskeren, maar juist eerder her-mythologiseren, door dwars de Socialistische Realistische structuur te dringen tot diep in het Sovjetonderbewustzijn. Hij toont daarmee aan dat Sovjet mythes onderdeel zijn van een complex netwerk en zij in relatie staan tot andere mythologieën. Yevgeny Dobrenkov oppert dat in Sots Art de mythe van het Socialistisch Realisme wordt ge-demythologiseerd door de creatie van een nieuwe mythe, die van Sots Arts zelf. Kuritsyn, zegt daarop dat Sots Art niet een nieuwe mythe creëert, maar laat zien wat er achter de mythes schuilging, het schema van gedachten, de wereld-creatie-modellen, de matrixen die we niet van binnen uit (vanuit het socialistisch realisme) kunnen ontdekken.

## Beeldende kunst
De belichaming van Sots Art in de kunst vinden we in het conceptuele kunstenaarsduo Vitaly Komar en Alexander Melamid. Bekende Sovjet symbolen en iconen als onder andere Lenin, Stalin, hamers en sikkels stelden zij op in een context van elementen uit de westerse popart. Vaak vervingen ze ook bijvoorbeeld het hoofd van Stalin met hun eigen hoofd, ze ondertekende Sovjet-slogan's met hun eigen handtekening of werd Lenin met het Coca-Cola-logo omgeven. Soms zijn de verschillen met een socialistisch realistisch werk niet te duiden, slechts de context (het tijdperk) waarin het geplaatst is maakt het in dit geval een uiting van Sots art. Andere Sots Art kunstenaar zijn de schilders Ilja Kabakov, Erik Bulatov, Grisja Broeskin en de uit Rusland geëmigreerde Leonid Sokov en Alexander Kosolapov,

## Literatuur en bronnen

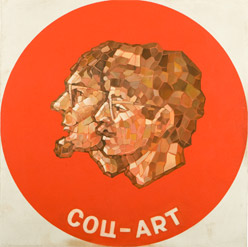
Sots Art